# 바사라2
『바사라2』(일본어: 婆裟羅2 ばさら2[*])는 2001년 비스코에서 발매된 센고쿠 시대를 소재로 한 오락실용 슈팅 게임이다. 『바사라』의 속편.

## 개요・게임 시스템
플레이어는 전국시대의 무장이 되어, 바이크형의 전용기에 타고 적의 무장이 탄 메카를 쓰러뜨리며 오다 노부나가 타도를 노린다.
전작의 카부토쿠비 시스템은 그대로 이어져, 깃발을 단 자코나 보스를 쓰러뜨리면 이름이 표시되어, 쓰러뜨린 숫자만큼 보너스가 가산된다. 이번 작품에서는 25명(그 중 보스는 1스테이지에 5명)이 되어 전작의 30명보다 숫자는 줄었지만 보스는 오히려 대폭 늘어났다.

## 나오는 사람들

### 플레이어
다케다 노부카쓰（전용기：란오카）
16세. 오다 노부나가에 의해 멸망한 다케다 가 재흥과 아버지 다케다 가쓰요리와 그 가신들의 원한을 풀기 위해 노부나가의 목숨을 노린다.
모모치 산다유（전용기：기쿠즈키）
15세. 이가 닌자 일족의 여두령. 어느 인물에게 이가의 재흥을 대가로 노부나가의 암살을 의뢰받는다.
세이류보（전용기：지간）
23세. 나가시마 공격에 의해 살육된 사람들의 공양과 노부나가의 천하 정복을 저지하기 위해 나선 정의의 파계승.
아케치 미쓰히데（전용기：기쿄）
54세. 노부나가의 가신으로서, 역사에서처럼 모반을 꾀한다.
사이카 마고이치（전용기：야타가라스）
46세. 사이카 일족의 당수로서 전작의 등장한 사이카 마고이치의 할아버지. 숨겨진 캐릭터로, 어느 조건에 의해 등장.

### 적군 무장
본작에 등장하는 적군 무장은 전작과 마찬가지로 갑옷과 투구로 무장한 모습에서 현대풍의 그래픽으로 바뀌었다. 게임 중에 등장하는 순서대로 기술한다. 괄호 안은 타고 있는 병기의 종류. ☆표시가 된 무장은 플레이에 따라(얼마나 적 무장을 많이 잡았느냐에 따라) 선택적으로 등장한다(즉 동시에 등장하지는 않는다).

#### 오다 노부타다군
니와 나가히데 (열차)
48세. 오다 가의 고참 무장으로, 재능을 유감없이 발휘해, 힘을 다하는 장인정신으로 많은 사람들이 의지한다.
호소카와 후지타카 (요새)☆
49세. 호소카와 가의 당주로, 미쓰히데와는 옛적부터 맹우.
호소카와 다다오키 (요새)☆
20세. 후지타카의 아들. 미쓰히데의 딸이 아내이지만, 장인의 모반에 비정한 결의를 갖는다.
호리 히데마사 (인간형 메카)
30세. 노부나가의 고쇼(시동)으로서 일하는 측근.
YASUKE (폭격기)
30세. 노부타다의 호위를 맡는 흑인 남자. 일본어는 능숙하지만 주군 앞에서가 아니면 말하지 않는다.
오다 노부타다 (공중요새 창호)
26세. 노부나가의 적남으로, 오다 군단의 총사령관. 오다 가가 없으면 난세는 더 어지러워진다고 믿는 오다가의 정당한 후계자.

#### 시바타 가쓰이에군
시마 사콘 (에어바이크)
38세. 전작의 플레이어 캐릭터로, 같은 전용기를 사용한다.
쓰쓰이 준케이 (요새)☆
33세. 주군 가쓰이에와 사다쓰구의 설득에 의해 할 수 없이 출진.
쓰쓰이 사다쓰구 (요새)☆
21세. 준케이의 양자. 권력 확대를 위해 양부를 전장에 내모는 것에 성공한다.
가나모리 나가치카 (인간형 메카)
58세. 적모의중(아카호로슈) 중 1명으로, 게릴라전에 능하다. 미쓰히데를 존경하고 있었으나...
삿사 나리마사 (전차)
46세. 흑모의중(구로호로슈)의 필두로, 두뇌보다도 육체파. 나가치카와는 사이가 나쁜 듯.
시바타 가쓰이에 (중전차 흑룡)
59세. 오다가 필두의 가로로, 무용 및 민정에 능해 많은 가신들이 신뢰하고 있다. 미쓰히데의 거병에 필두 가로로서의 책임을 지고 전장에 달려나간다.

#### 마에다 도시이에군
후와 미쓰하루 (공중기지)
56세. 말보다 존재감으로 상대를 압도하는 교섭의 프로.
모리 나가요시 (인간형 메카)
25세. 란마루의 형으로「야샤무사시」라는 이명을 가진다.
마에다 도시나가 (인간형 메카) ☆
22세. 도시이에의 적남으로, 아버지와는 대조적인 상식인.
마에다 케이지 (인간형 메카) ☆
40세. 전장에 살고 전장에 죽는 괴짜.
간베 노부타카 (공중기지)
25세. 노부나가의 아들이지만 생모의 지위의 차 때문에 그다지 대우받지 못하고 동생(형식상으로는 형) 노부카쓰를 끊임없이 의식한다.
마에다 도시이에 (갑옷 메카 자창)
45세. 적모의중 필두로 독특한 미적 감각을 가진다. 역사대로의 괴짜라기보다는 오카마(여장남자)에 가깝다.

#### 다키가와 가즈마스군
구키 요시타카 (철갑선) ☆
41세. 구키 수군의 필두로「해적 다이묘」라는 별명을 가진다. 전작에서 등장한, 아들 모리타카와 붕어빵인 모습.
구키 모리타카 (철갑선) ☆
20세. 요시타카의 아들. 바다에서 나고 바다에서 자란 뼛속까지 바다 사나이. 전작에도 등장했지만, 전작의 그의 모습은 전혀 없는 미남이 되어 있다(이번 작품은 전작보다 과거의 이야기).
도도 다카토라 (군함)
26세. 아네가와 전투에서 진 후, 여러 나라를 방랑하며 전술을 몸에 익힌다. 전작에서도 보스로서 등장했고, 그때 타고 있던 전함의 열화판에 탄다.
가와지리 히데타카 (인간형 메카)
56세. 노부타다의 여력필두. 다케다 멸망 후 가이노구니를 통치하지만 잇키의 다발과 노부카쓰 생존의 소문을 듣고, 그 근원을 파헤치기 위해 출진.
기타바타케 노부카쓰 (거대철갑선)
25세. 노부나가의 아들. 생모의 지위로 형(형식상으로는 동생) 노부타카와는 반대로 우월감을 느끼고 있다.
다키가와 가즈마스 (갑각전투기 주인)
58세. 고가 닌자의 피를 잇는 무사. 권모술수보다는 정정당당한 싸움을 즐기며, 관동관령을 맡고 있다.

#### 하시바 히데요시군
구로다 간베에 (중전차) ☆
37세. 히데요시의 심복으로, 지모 및 군략에 능한 참모. 오랜 감옥생활로 발이 부자유.
구로다 나가마사 (중전차) ☆
16세. 간베에의 적남으로 이제 막 출전한 신참. 전작에서도 중간보스로서 등장.
하치스카 마사카쓰 (전차)
57세. 히데요시의 참모 중 1명. 겉보기와는 정반대로 지용겸비의 실무형 무장.
가토 기요마사 (인간형 메카) ★
21세. 히데요시나 간베에에 심취해, 창병으로서 그들을 돕기를 바란다.
후쿠시마 마사노리 (인간형 메카) ★
22세. 평균 이상의 괴력의 소유자. 기요마사와는 형제와 같은 사이이자 라이벌.
오타니 요시쓰구 (요새)
24세. 괴상한 모습과는 정반대로, 보통으로 말할 수 있는 히데요시의 시종.
하시바 히데요시 (갑옷메카 금원)
46세.「원숭이」라는 별명을 가진 출세가도를 달려나간 남자. 사실과 비슷하게 묘사된, 실질적인 노부나가의 No.2.

#### 오다 노부나가군
이케다 쓰네오키 (전투기) ☆
47세. 노부나가와는 젖 형제(같은 사람의 젖을 먹고 자란 형제)로, 고참 가로. 말수는 적지만 발언권은 크다.
이케다 데루마사 (전투기) ☆
23세. 쓰네오키의 차남으로 가독을 잇기 전까지는 여러 나라를 돌아다녔다. 다카토라와는「해적」・「산적」으로 부르는 사이.
나카가와 기요히데 (인간형 메카)
41세. 히데요시의 애교에 반해 의형제가 된다. 히데요시보다는 연하이지만 오다가 고참의 가로이기 때문에 태도는 거만.
모리 란마루 (전투기)
18세. 나가요시의 동생으로 노부나가의 필두 시동인 미남자.
가모 가타히데 (인간형 메카) ★
49세. 일족의 존망을 위해 딸(우지사토)를 인질로서 화친에 성공한 지장.
가모 우지사토 (인간형 메카) ★
27세. 역사와는 달리 이 게임에 등장하는 우지사토는 여성이다. 일족을 위해 인질로서 양자가 되어, 남자를 능가하는 강함을 보여준다.
오다 노부나가 (공중요새 은랑)
49세. 「마왕」이라 불리며 공포의 대상이 되는 전국시대의 패자. 역사에서처럼「오와리의 멍청이」에서 「난세의 영웅」을 자칭한다.